# Disperse Yellow 39
Disperse Yellow 39 ist ein Methinfarbstoff aus der Gruppe der Dispersionsfarbstoffe, der im Textilbereich eingesetzt wird.

## Eigenschaften
Disperse Yellow 39 ist als allergisierend eingestuft und wird im Ökotex Standard 100 gelistet.

## Struktur
Mitunter wird ein Farbstoff unter der Bezeichnung Disperse Yellow 39 vermarktet, bei dem es sich jedoch um (3E)-1-Ethyl-3-(3-oxo-2,3-dihydro-1H-isoindol-1-yliden)-1,3-dihydro-2H-indol-2-on (Disperse Yellow 39 „Surrogat“) handelt:
Die Struktur konnte anhand des aufgereinigten technischen Materials NMR-spektroskopisch nachgewiesen werden.

## Externe Links zu erwähnten Verbindungen
1. ↑  Externe Identifikatoren von bzw. Datenbank-Links zu Disperse Yellow 39 Surrogat:  CAS-Nr.: 56208-37-8, EG-Nr.: 962-188-9, ECHA-InfoCard: 100.392.442, PubChem: 137130044, ChemSpider: 21781836, Wikidata: Q132222477.